# Sérgio Camargo
Sérgio Nascimento de Camargo é um jornalista e político brasileiro filiado ao Partido Liberal (PL). Tornou-se conhecido por suas posições conservadoras e por ter exercido, entre 2019 a 2022, a presidência da Fundação Cultural Palmares, um órgão brasileiro de promoção da cultura afro-brasileira.

## Biografia
Camargo é filho do escritor Oswaldo de Camargo e irmão do produtor cultural e músico Oswaldo de Camargo Filho, mais conhecido como Wadico Camargo. Em novembro de 2019, Camargo substituiu Vanderlei Lourenço no cargo da presidência da Fundação Cultural Palmares. Antes de ocupar o cargo na Fundação Palmares, Camargo atuou como editor e repórter por veículos como Rádio Eldorado, CBN, Folha de S.Paulo e Agência Estado. Também trabalhou na edição, pesquisa e produção de obras literárias e como auxiliar particular de seu pai.

## Carreira

### Presidente da Fundação Palmares
Em 27 de novembro de 2020, a Secretaria Especial da Cultura nomeou Sérgio Camargo para chefiar a Fundação Palmares, substituindo Vanderlei Lourenço. A escolha de Sérgio Camargo foi feita pelo então secretário Especial da Cultura, Roberto Alvim. A nomeação causou uma onda de reações por conta de diversas publicações feitas por Camargo nas redes sociais, nas quais ele relativizava temas como a escravidão e o racismo no Brasil. Em 11 de dezembro, a Justiça Federal do Ceará aceitou um pedido de ação popular e determinou a suspensão da nomeação de Camargo como presidente da Fundação Palmares.
Em fevereiro de 2020, Sérgio Camargo voltou à presidência da Fundação Palmares. No dia 10 de março de 2020, Camargo extinguiu sete órgãos colegiados (o Comitê Gestor do Parque Memorial Quilombo dos Palmares; a Comissão Permanente de Tomada de Contas Especial; o Comitê de Governança; o Comitê de Dados Abertos; a Comissão Gestora do Plano de Gestão de Logística Sustentável; a Comissão Especial de Inventário e de Desfazimento de Bens e o Comitê de Segurança da Informação) e revogou atos de nomeação dos integrantes desses comitês e comissões.
Em 2021, Sérgio Camargo teve uma denúncia aberta no Ministério Público do Trabalho por crimes como assédio moral, perseguição ideológica e perseguição. As denúncias foram feitas por ex-funcionários da Fundação Palmares e o Ministério Público do Trabalho pediu pelo afastamento de Sérgio da função. Em março de 2022, pediu exoneração do cargo para concorrer a uma vaga de deputado federal por São Paulo.

#### Críticas ao movimento negro
Em 2019, Sérgio considerou como menores do que usualmente reconhecem-se as consequências da escravidão no Brasil, ao afirmar que "a escravidão foi terrível, mas benéfica para os descendentes". Afirmou ainda que o "Brasil tem racismo 'nutella'. Racismo real existe nos EUA.  A negrada daqui reclama porque é imbecil e desinformada pela esquerda". No entanto, estudos aprofundados sobre a questão demonstraram que a negação das consequências negativas da escravatura no Brasil é uma grave violência moderna por postergar a evolução social de milhões de crianças que ainda sofrem com a herança escravocrata no país. Mesmo com a postura que vai na contramão das soluções históricas e étnico-raciais no Brasil, e depois de uma ação judicial ter afastado Camargo da função de presidente da fundação, o presidente Jair Bolsonaro insistiu em sua nomeação.
Em 8 de maio de 2020, xingou um jornalista da agência de notícias Alma Negra. Camargo se referiu a Pedro Borges como alguém que "defende bandidos". Em 2022, a justiça de São Paulo tentou intimar Camargo no endereço informado ao TSE durante sua candidatura à Câmara dos Deputados. No entanto, ele não foi encontrado no local.
Em 25 de junho de 2020, Camargo declarou que o movimento negro é um "conjunto de escravos ideológicos da esquerda". Em áudio divulgado em maio de 2020, Camargo xingou a mãe de santo Adna dos Santos, chamando-a de "uma filha da puta de uma macumbeira", e prometeu demitir diretores daquela autarquia que não tiverem como "meta" a demissão de um "esquerdista". Ele ainda classificou o movimento negro como "escória maldita", que abrigaria "vagabundos", e chamando Zumbi dos Palmares de "filho da puta que escravizava pretos". No mesmo áudio, Camargo também manifestou desprezo pela agenda da "Consciência Negra".

#### Revisionismo histórico
À frente da presidência da Fundação Palmares, retirou nomes da lista de homenageados como Benedita da Silva, Marielle Franco e o próprio Zumbi dos Palmares. Em 2021, afirmou que as obras do acervo da Fundação passariam por uma “rigorosa avaliação” com o objetivo de excluir as que não faziam parte “do contexto dedicado à temática negra”. O levantamento seria disponibilizado no chamado “Primeiro Relatório Público Detalhado” e as obras que fossem sobre outros temas seriam doadas inicialmente.  Posteriormente, a Justiça Federal do Rio de Janeiro determinou que Camargo não doasse os livros, sob pena de multa, apesar dele dizer que já não era sua intenção: ‘Não se doa o que não presta’.

#### Punição
Em 17 de abril de 2024, a Controladoria-Geral da União (CGU) puniu Sérgio Camargo por assédio moral. As denúncias foram reveladas pelo "Fantástico", da TV Globo, em junho de 2021, quando ele ainda estava à frente da entidade.  A decisão da CGU determinou a inelegibilidade de Sérgio Camargo por oito anos, devido às infrações disciplinares. Ele também fica impedido de ser indicado, nomeado ou de tomar posse para cargos em comissão ou funções de confiança no governo federal.

### Política
No dia 29 de março de 2020, Sérgio Camargo se filiou ao Partido Liberal (PL). Camargo se candidatou a deputado federal por São Paulo em 2022. Com 13 mil votos, ele não foi eleito.